# XXVI Premis de la Unión de Actores
La XXVI edició dels Premis de la Unión de Actores, corresponents a l'any 2016, concedits pel sindicat d'actors Unión de Actores y Actrices, va tenir lloc el 13 de març de 2017 al Circo Price. Fou patrocinada per la Fundación AISGE. La gala fou presentada per Cristina Medina i un quartet d'actors discapacitats. Com en edicions anteriors la gala va tenir un caràcter reivindicatiu. Iñaki Guevara, secretari general de la UAA, va reclamar l'aprovació de l'Estatut de l'Artista i un grup d'actors figurants es va concentrar a l'entrada de l'acte per a protestar perquè el sindicat no va tenir en compte les seves propostes en la negociació del conveni col·lectiu aprovatel 2016 per a aquest sector.

## Candidatures

### Premi a Tota una vida
- Alicia Hermida

### Premi Especial
- Festival Internacional de Cinema 16 kms Arxivat 2020-10-11 a Wayback Machine.

### Menció d'Honor Mujeres en Unión
- Miguel Lorente Acosta

### Cinema

#### Millor actriu protagonista
| Actriu        | Pel·lícula         | Resultat   |
| ------------- | ------------------ | ---------- |
| Carmen Machi  | 'La puerta abierta | Guanyadora |
| Emma Suárez   | Julieta            | Nominada   |
| Penélope Cruz | La reina de España | Nominada   |

#### Millor actor protagonista
| Actor               | Pel·lícula                     | Resultat  |
| ------------------- | ------------------------------ | --------- |
| Álvaro Cervantes    | 1898, los últimos de Filipinas | Nominat   |
| Antonio de la Torre | Tarde para la ira              | Nominat   |
| Luis Callejo        | Tarde para la ira              | Guanyador |

#### Millor actriu secundària
| Actriu         | Pel·lícula            | Resultat   |
| -------------- | --------------------- | ---------- |
| Adriana Ozores | Cerca de tu casa      | Nominada   |
| Candela Peña   | Kiki, el amor se hace | Guanyadora |
| Terele Pávez   | La puerta abierta     | Nominada   |

#### Millor actor secundari
| Actor           | Pel·lícula                 | Resultat  |
| --------------- | -------------------------- | --------- |
| Asier Etxeandia | La puerta abierta          | Nominat   |
| Carlos Santos   | El hombre de las mil caras | Guanyador |
| Javier Pereira  | Que Dios nos perdone       | Nominat   |

#### Millor actriu de repartiment
| Actriu        | Pel·lícula         | Resultat   |
| ------------- | ------------------ | ---------- |
| Emma Suárez   | Las furias         | Nominada   |
| Nathalie Poza | Julieta            | Nominada   |
| Pilar Gómez   | 'Tarde para la ira | Guanyadora |

#### Millor actor de repartiment
| Actor           | Pel·lícula                     | Resultat  |
| --------------- | ------------------------------ | --------- |
| Carlos Hipólito | 1898, los últimos de Filipinas | Nominat   |
| Luis Callejo    | Cien años de perdón            | Nominat   |
| Manolo Solo     | 'Tarde para la ira             | Guanyador |

#### Millor actriu revelació
| Actriu         | Pel·lícula, serie u obra | Resultat   |
| -------------- | ------------------------ | ---------- |
| Anna Castillo  | El olivo                 | Nominada   |
| Camila Viyuela | La respiración           | Nominada   |
| Ruth Díaz      | 'Tarde para la ira       | Guanyadora |

#### Millor actor revelació
| Actor         | Pel·lícula, serie u obra       | Resultat  |
| ------------- | ------------------------------ | --------- |
| Brays Efe     | Paquita Salas                  | Nominat   |
| Font García   | 'Tarde para la ira             | Guanyador |
| Ricardo Gómez | 1898, los últimos de Filipinas | Nominat   |

### Televisió

#### Millor actriu protagonista
| Actriu          | Sèrie de televisió       | Resultat   |
| --------------- | ------------------------ | ---------- |
| Aura Garrido    | El Ministerio del Tiempo | Guanyadora |
| Maggie Civantos | Vis a vis                | Nominada   |
| Najwa Nimri     | Vis a vis                | Nominada   |

#### Millor actor protagonista
| Actor            | Sèrie de televisió | Resultat  |
| ---------------- | ------------------ | --------- |
| José Sacristán   | Velvet             | Nominat   |
| Pedro Casablanc  | 'Mar de plástico   | Guanyador |
| Roberto Enríquez | Vis a vis          | Nominat   |

#### Millor actriu secundària
| Actriu            | Sèrie de televisió | Resultat   |
| ----------------- | ------------------ | ---------- |
| Alba Flores       | ''Vis a vis''      | Guanyadora |
| Alicia Borrachero | La embajada        | Nominada   |
| María Isabel Díaz | Vis a vis          | Nominada   |

#### Millor actor secundari
| Actor            | Sèrie de televisió        | Resultat  |
| ---------------- | ------------------------- | --------- |
| Asier Etxeandia  | Velvet                    | Nominat   |
| Julián Villagrán | 'El Ministerio del Tiempo | Guanyador |
| Raúl Arévalo     | La embajada               | Nominat   |

#### Millor actriu de repartiment
| Actriu        | Sèrie de televisió | Resultat   |
| ------------- | ------------------ | ---------- |
| Inma Cuevas   | Vis a vis          | Guanyadora |
| Anna Castillo | Paquita Salas      | Nominada   |
| Lisi Linder   | Mar de plástico    | Nominada   |

#### Millor actor de repartiment
| Actor           | Sèrie de televisió       | Resultat  |
| --------------- | ------------------------ | --------- |
| Adrián Lastra   | Velvet                   | Guanyador |
| Carlos Bardem   | La embajada              | Nominat   |
| Carlos Hipólito | El Ministerio del Tiempo | Nominat   |

### Teatre

#### Millor actriu protagonista
| Actriu               | Muntatge         | Resultat   |
| -------------------- | ---------------- | ---------- |
| Aitana Sánchez-Gijón | La rosa tatuada  | Nominada   |
| Alicia Borrachero    | Tierra del fuego | Nominada   |
| Consuelo Trujillo    | Criatura         | Guanyadora |

#### Millor actor protagonista
| Actor          | Muntatge                      | Resultat  |
| -------------- | ----------------------------- | --------- |
| Ángel Ruiz     | 'Miguel de Molina, al desnudo | Guanyador |
| Carmelo Gómez  | El alcalde de Zalamea         | Nominat   |
| Héctor Alterio | El padre                      | Nominat   |

#### Millor actriu secundària
| Actriu      | Muntatge            | Resultat   |
| ----------- | ------------------- | ---------- |
| Ana Wagener | Hamlet              | Nominada   |
| Carmen Ruiz | Bajo terapia        | Nominada   |
| Inma Cuevas | 'Historias de Usera | Guanyadora |

#### Millor actor secundari
| Actor            | Muntatge            | Resultat  |
| ---------------- | ------------------- | --------- |
| Alberto San Juan | El rey              | Nominat   |
| José Troncoso    | 'Historias de Usera | Guanyador |
| Víctor Clavijo   | El jurado           | Nominat   |

#### Millor actriu de repartiment
| Actriu                  | Muntatge               | Resultat   |
| ----------------------- | ---------------------- | ---------- |
| Alba Enríquez           | El perro del hortelano | Nominada   |
| Estefanía de los Santos | 'La distancia          | Guanyadora |
| Zaira Montes            | El padre               | Nominada   |

#### Millor actor de repartiment
| Actor       | Muntatge         | Resultat  |
| ----------- | ---------------- | --------- |
| Álex García | Incendios        | Nominat   |
| Luis Rallo  | El padre         | Nominat   |
| Rubén Frías | 'Danzad malditos | Guanyador |